# Abdallah Fennich
Pour les articles homonymes, voir Fennich.
Abdallah Fennich (?-1695), de son nom complet Hajj Abdallah ben Hajj Mohamed Fennich ou couramment Raïs Fennich, était un corsaire salétin et Pacha de Salé sous le règne de Moulay Ismail.

## Biographie
Appartenant à une ancienne famille slaouie d'origine andalouse, Abdallah Fennich est d'abord bourrelier avant d’être matelot.
En septembre 1691, raïs Fennich en compagnie de Abdellah Benaïcha s'emparèrent aux Îles Canaries, de quatre vaisseaux: un Français, un Génois et deux Anglais . Après cette opération il devint le bras droit (vice amiral)  de l'Amiral Ben Aïcha,. Dans la même année, il captura un bateau anglais qui se rendait aux Île de Madère pour charger du vin,.
En 1693, il commandait un navire de 18 canons avec lequel il s'empara dans les parages des Açores d'un vaisseaux français. En 1694, montant un navire de 18 canons et 150 hommes d'équipage, il força le blocus assez timide de l'escadre portugaise et rentra à Salé en se moquant des Portugais : « À la vue des Portugais dont il se moquait ».
Puis en 1695, son compagnon de course Abdellah Benaïcha est nommé ambassadeur à la cour de France, auprès de Louis XIV, le raïs Fennich serait un membre de l'ambassade. Cette année-là, fut son dernier succès. Il prit un navire portugais à São Miguel, il meurt noyé avec tout son équipage à São Miguel,,.

### Sources littéraires
1. 1 2  Doukkali, p. 183